# 高幡不動駅
高幡不動駅（たかはたふどうえき）は、東京都日野市高幡にある、京王電鉄・多摩都市モノレールの駅である。

## 概要
当駅は京王電鉄の京王線と動物園線、さらに2000年からは多摩都市モノレールの多摩都市モノレール線（以下「多摩モノレール」）が乗り入れており、計2社3路線の接続駅である。ただし、京王と多摩モノレールの駅舎はやや離れており、乗り換えには徒歩移動で数分を要する。京王電鉄は京王西管区所属で、管区長所在駅である。京王電鉄には「KO29」、多摩都市モノレールには「TT07」の駅番号が設定されている。
以前は京王線と多摩モノレールの駅舎は直結されていなかったが、京王の橋上駅舎化と南北自由通路の新設が決定され、2004年から工事が始まった。それに先行して、京王高幡ショッピングセンター（以下SC）が改築され、同年12月7日に多摩モノレールの駅とSCが直結された。そして2006年6月には京王の橋上駅舎の完成、さらに2007年3月にはSCが完成したことにより、SC3階フロアを介して京王の駅・多摩都市モノレールの駅・SCが直結された。
駅ビルは、線路上空に人工地盤を設け、3階部分中央に車庫線を跨いで南北を連絡する自由通路を設置した。駅ビル西側に駅施設を、東側に商業施設をそれぞれ配置し、南側に多摩都市モノレールと接続する自由通路を配置した。屋上には商業ビルと京王電鉄が共有する公共用駐車場70台分を設置した。自由通路は幅員8m・延長約50mの1径間ブリッジ構造で、人工地盤側は鋼接合、北口側はすべり支持である。また、モノレール直下にも南北自由通路を配置している。
動物園線は当駅が起点であり、当駅 - 多摩動物公園駅間は動物園線と多摩モノレールの併走区間である。

## 歴史

### 年表
- 1925年（大正14年）3月24日 - 玉南電気鉄道（現・京王線）開通とともに高幡駅として開設[2]。駅舎の位置は現在地より70メートル西側にあった。
- 1926年（大正15年）12月1日 - 合併により京王電気軌道の駅となる[3]。
- 1937年（昭和12年）5月1日 - 高幡不動駅に改称[2]。
- 1944年（昭和19年）5月31日 - 陸上交通事業調整法による戦時合併により東京急行電鉄（大東急）の駅となる[3]。
- 1948年（昭和23年）6月1日 - 東急からの分離独立により京王帝都電鉄（現：京王電鉄）の駅となる[3]。
- 1957年（昭和32年）1月21日 - 新宿 - 当駅間の急行・準急の4両編成運転開始（ラッシュ時のみ）[3]。
- 1964年（昭和39年）4月29日 - 当駅 - 多摩動物公園間の多摩動物公園線（現・動物園線）が開通[2]。現在地に移転。
- 2000年（平成12年）1月10日 - 多摩都市モノレール線立川北 - 多摩センター間開業に伴い、同社の駅が開設[4]。
- 2001年（平成13年）3月27日 - ダイヤ改定により準特急が新設され、停車駅となる[5][6]。当駅での多摩動物公園系統と高尾山口系統の急行列車の増解結が廃止。
- 2004年（平成16年）
  - 3月 - 1期改良工事着手（商業ビル建て替え）。
  - 8月 - 2期改良工事着手（駅ビル・橋上駅舎化）。
  - 12月7日 - 京王高幡ショッピングセンターがオープン[2]。1期改良工事竣工。
- 2006年（平成18年）
  - 6月11日 - 橋上駅舎および南北自由通路の使用を開始（駅施設先行オープン）[7]。
  - 9月1日 - シーズンダイヤ廃止に伴い、京王八王子系統と高尾山口系統の特急列車の増解結が廃止。
- 2007年（平成19年）3月25日 - 2期改良工事の竣工により、橋上駅舎と京王高幡ショッピングセンターが竣工し、京王線の駅舎と多摩都市モノレール線の駅舎、ショッピングセンターの直結が図られる。
- 2013年（平成25年）2月22日 - 京王電鉄の駅にKO29の駅ナンバリングが導入される。
- 2018年（平成30年）
  - 2月22日 - ダイヤ改正により下り京王ライナーが新設され、停車駅となる[8]。府中駅からは座席指定券なしで乗車可能。
  - 10月11日 - 列車接近メロディを動物にちなんだ曲に変更[9]。
- 2019年（平成31年）2月22日 - ダイヤ改正により上り京王ライナーが新設され、停車駅となる[10]。上りでは座席指定券が必要となる（下りは引き続き座席指定券不要）。

### 駅名の由来
当初は地名をとって「高幡」としたが、近くに高幡不動尊があるため「高幡不動」に駅名を改めた。
高幡の地名は、戦国時代の末、北条氏照の家臣・高幡十右衛門の居城があったことからとの説もある。

## 駅構造

### 京王電鉄

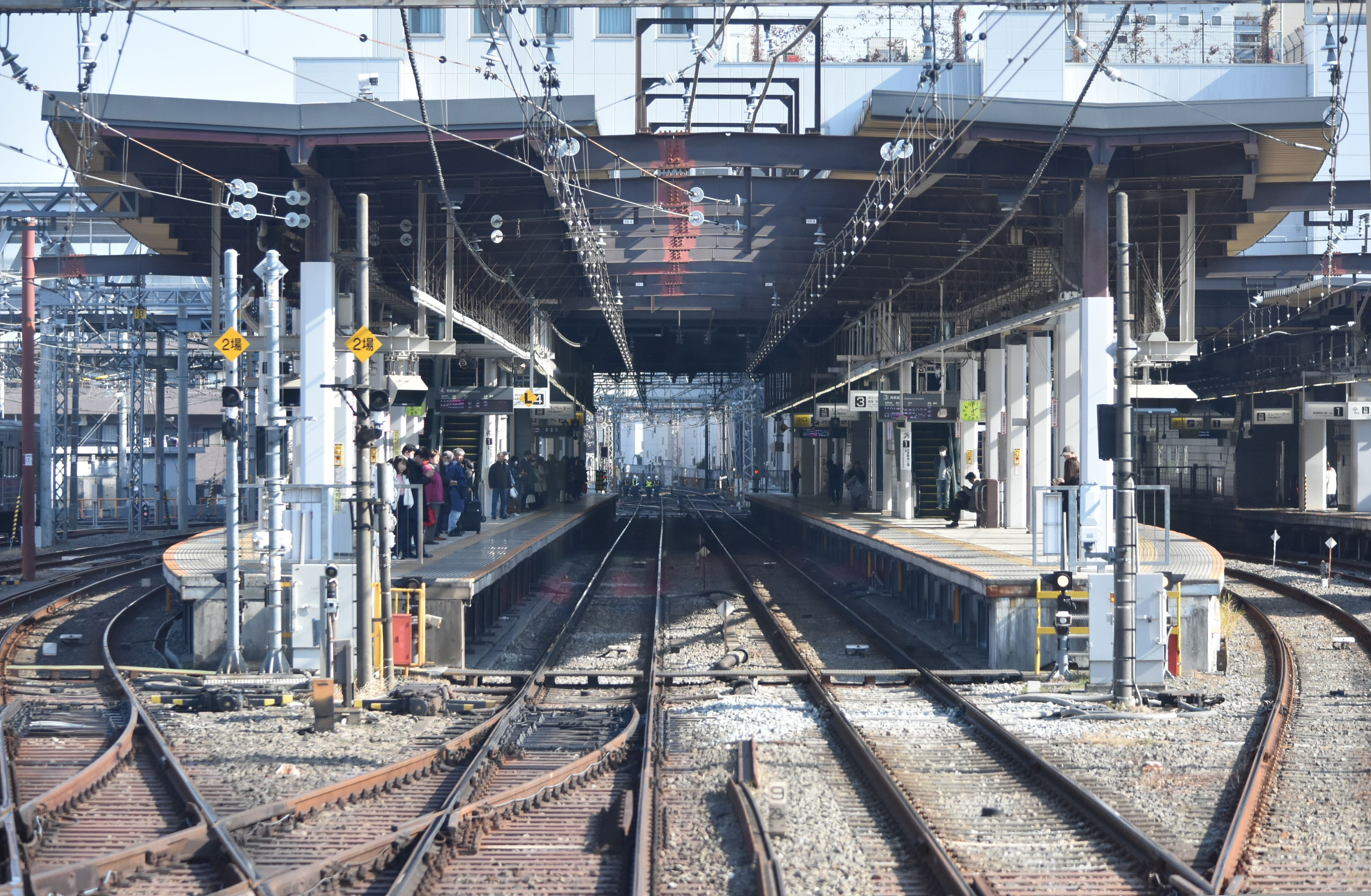
南平駅から高幡不動駅に入線（2019年2月）

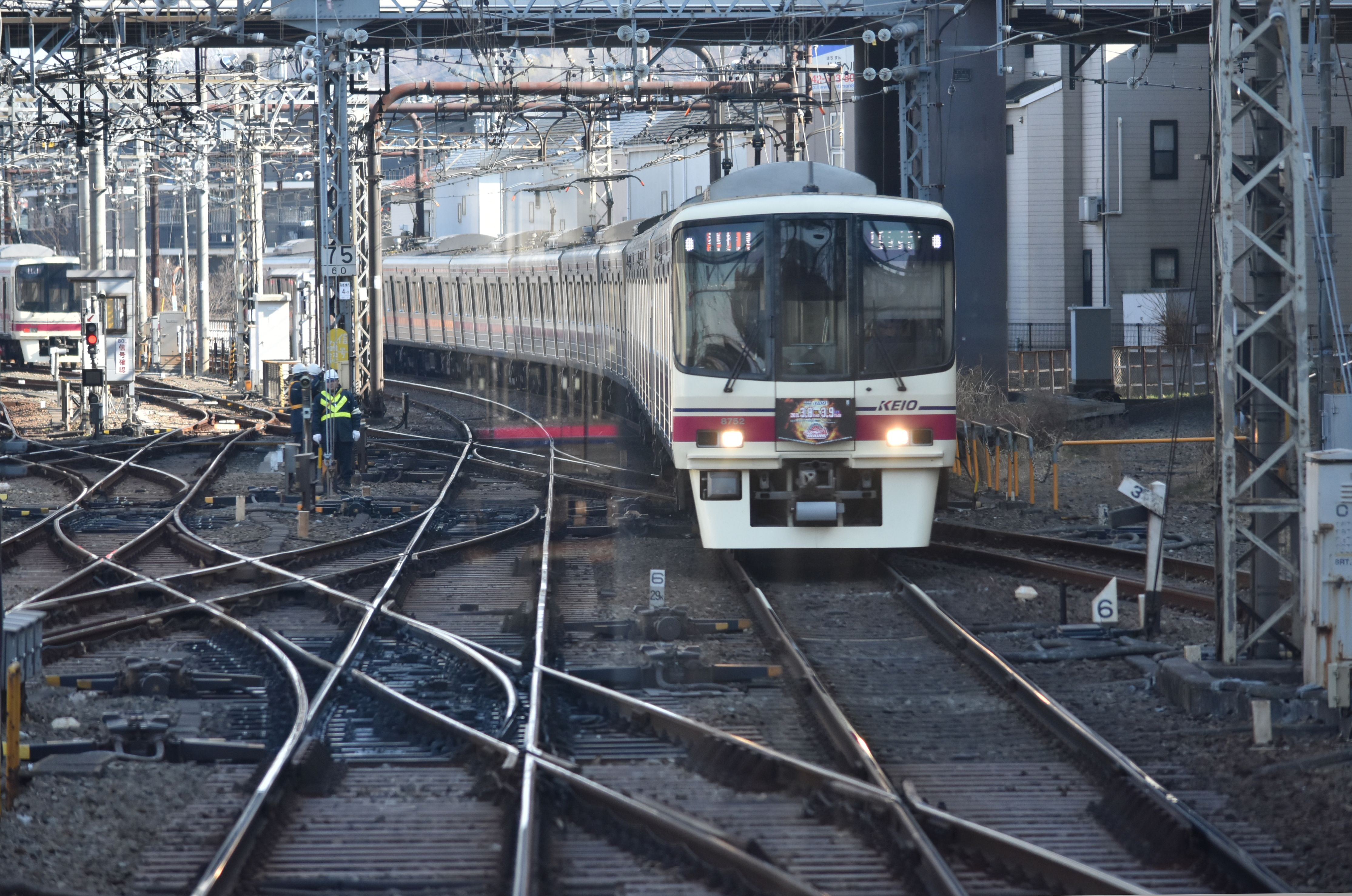
新宿方面から入線する下り列車（2019年2月）

京王線が島式2面4線、動物園線が単式1面1線の計3面5線のホームを有する地上駅で、橋上駅舎を有する。すべての営業列車が停車する京王線の主要駅のひとつ。
京王西管区所属で、管区長所在駅。
構内には車両基地である高幡不動検車区および京王線の乗務員が所属する高幡不動乗務区が存在し、当駅を始発・終着とする列車が多数設定されているほか、乗務員交代が行われる。
改札口は3階にあり、ホームと改札階、改札階と各出口地上との間にはエスカレーターとエレベーターが設置されている。エレベーターのドアの色は、1番線が緑、2・3番線が青、4・5番線が赤である。改札階からはモノレール2階の改札口へ、連絡通路を経て同一平面で結ばれる。トイレ（だれでもトイレ併設）は改札内にある。
橋上駅舎化される前は南口のみに駅舎があり、改札とホームの間は地下通路で結ばれていた。
発車標は各ホームに設置されている。動物園線の発車標は発車番線と発車時刻のみを表示している。橋上駅舎化前は何番線からを発車する案内板が設置されていた。
改札脇にはコンビニエンスストア「K-Shop」が2021年まであったが、現在は閉店し、ビアードパパになっている。
改札前にはきらぼし銀行のステーションATMが設置されている。南口には、駅前広場を望める大きな吹き抜け空間を設け、その一部に「たまりコーナー」を設け、駅利用者や施設利用者がくつろげる空間を設けた。

#### のりば

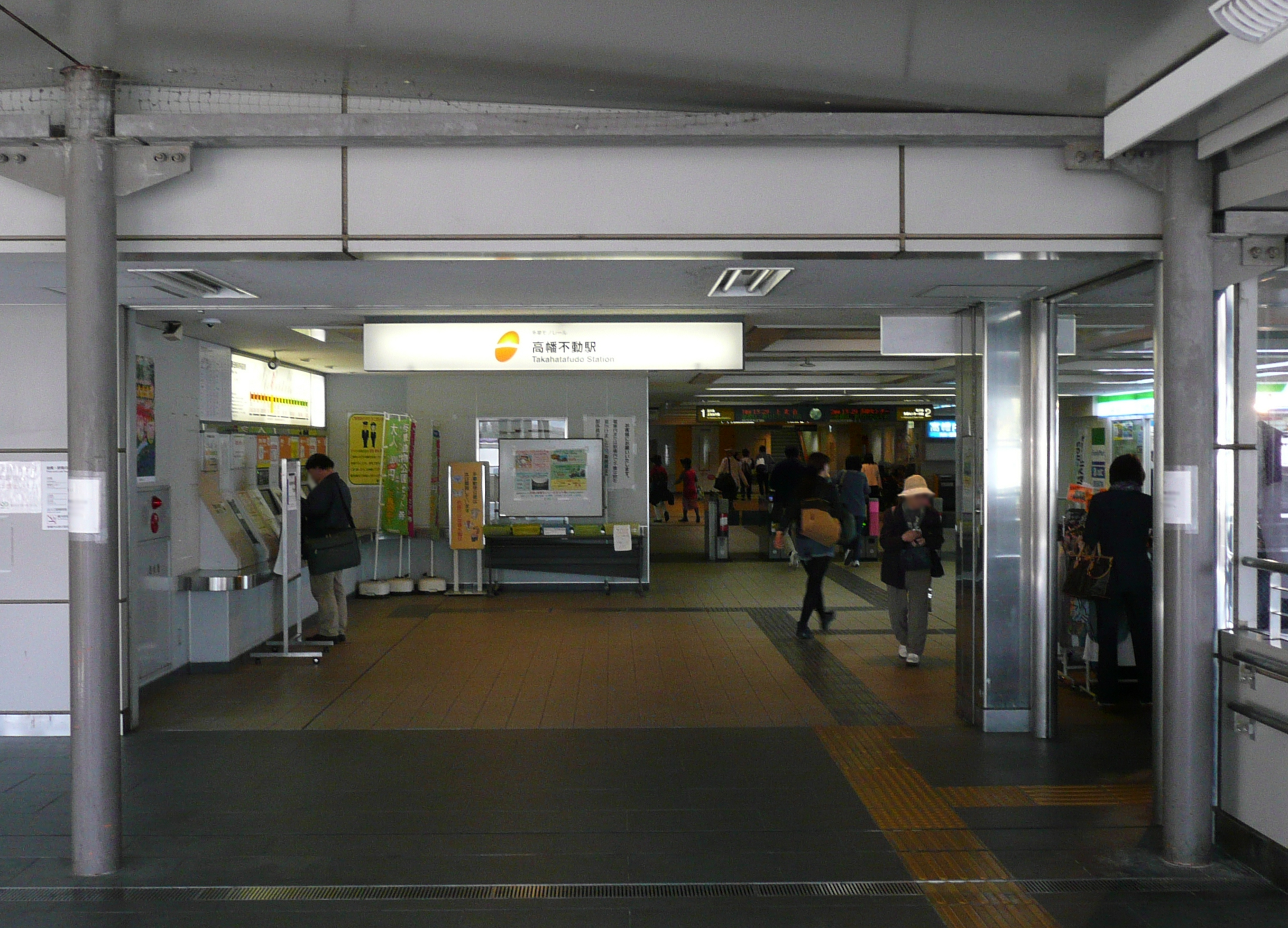
駅入口（2013年4月）

| 番線 | 路線     | 方向 | 行先                                            |
| ---- | -------- | ---- | ----------------------------------------------- |
| 1・2 | 動物園線 | -    | 多摩動物公園方面                                |
| 2・3 | 京王線   | 下り | 北野・京王八王子・高尾山口方面                  |
| 4・5 | 京王線   | 上り | 府中・調布・明大前・笹塚・新宿・ 都営新宿線方面 |

- 京王線ホームは、3番線と4番線を主本線、2番線と5番線を待避線としている。
- かつては当駅でほとんどの列車と各駅停車の緩急接続が行われていたが、準特急の新設や速達列車の北野駅・分倍河原駅停車などの停車駅増加、当駅での種別変更列車の本数増加に伴い緩急接続は北野駅と府中駅に移行し、当駅で緩急接続を行う列車は朝夕時間帯など一部の列車に限られ非常に少なくなった。待避線である2番線や5番線は主に当駅を発着する列車が使用する。
- 1番線は動物園線の4両編成ワンマン専用ホームである。
- 京王線新宿方面と動物園線を直通する列車（2021年3月改正以降は定期列車としての設定なし）は配線上当駅でスイッチバックを行う。該当する多摩動物公園行列車は2番線の発着となる。
- 当駅を境に列車種別を変更する列車がある。
- 日中の各停の一部（新宿 - 高尾山口間）を中心に、定期ダイヤで当駅にて車両交換を行う（当駅以東は8・10両、以西は6両）ほか、車両不具合や運用の都合などが発生した場合にも、当駅で車両交換を行うことがある。
- 2001年までは新宿 - 多摩動物公園・高尾山口間の急行列車、2006年までは新宿 - 京王八王子・高尾山口間の特急列車の増解結作業が土休祝日や観光シーズンに行われていた。多摩動物公園から新宿方面へは直接4番線に入れないため、2番線に入線して降車客を降ろした（2番線からの乗車は不可）後一旦下り線を京王八王子方向へ進み、その後上り線に転線して4番線に入線し、高尾山口からの編成を待っていた。

| 運転番線 | 営業番線 | ホーム | 新宿方面着発 | 京王八王子・高尾山口方面着発 | 多摩動物公園方面着発 | 入出区着発 | 備考             |
| -------- | -------- | ------ | ------------ | ---------------------------- | -------------------- | ---------- | ---------------- |
| 1        | 1        | 4両分  | 不可         | 不可                         | 到着・出発可         | 入出区可   | 多摩動物公園方面 |
| 2        | 2        | 10両分 | 到着・出発可 | 出発可                       | 到着・出発可         | 入出区可   | 下り副本線       |
| 3        | 3        | 10両分 | 到着可       | 出発可                       | 不可                 | 入出区可   | 下り主本線       |
| 4        | 4        | 10両分 | 出発可       | 到着可                       | 不可                 | 入出区可   | 上り主本線       |
| 5        | 5        | 10両分 | 出発可       | 到着・出発可                 | 不可                 | 入出区可   | 上り副本線       |

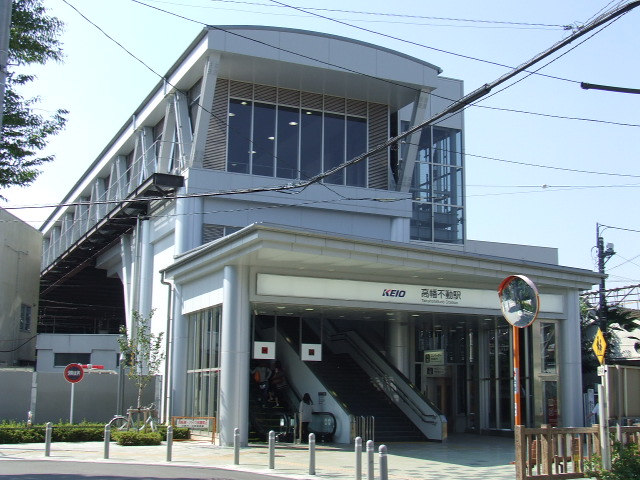
京王 高幡不動駅北口（2007年10月7日）
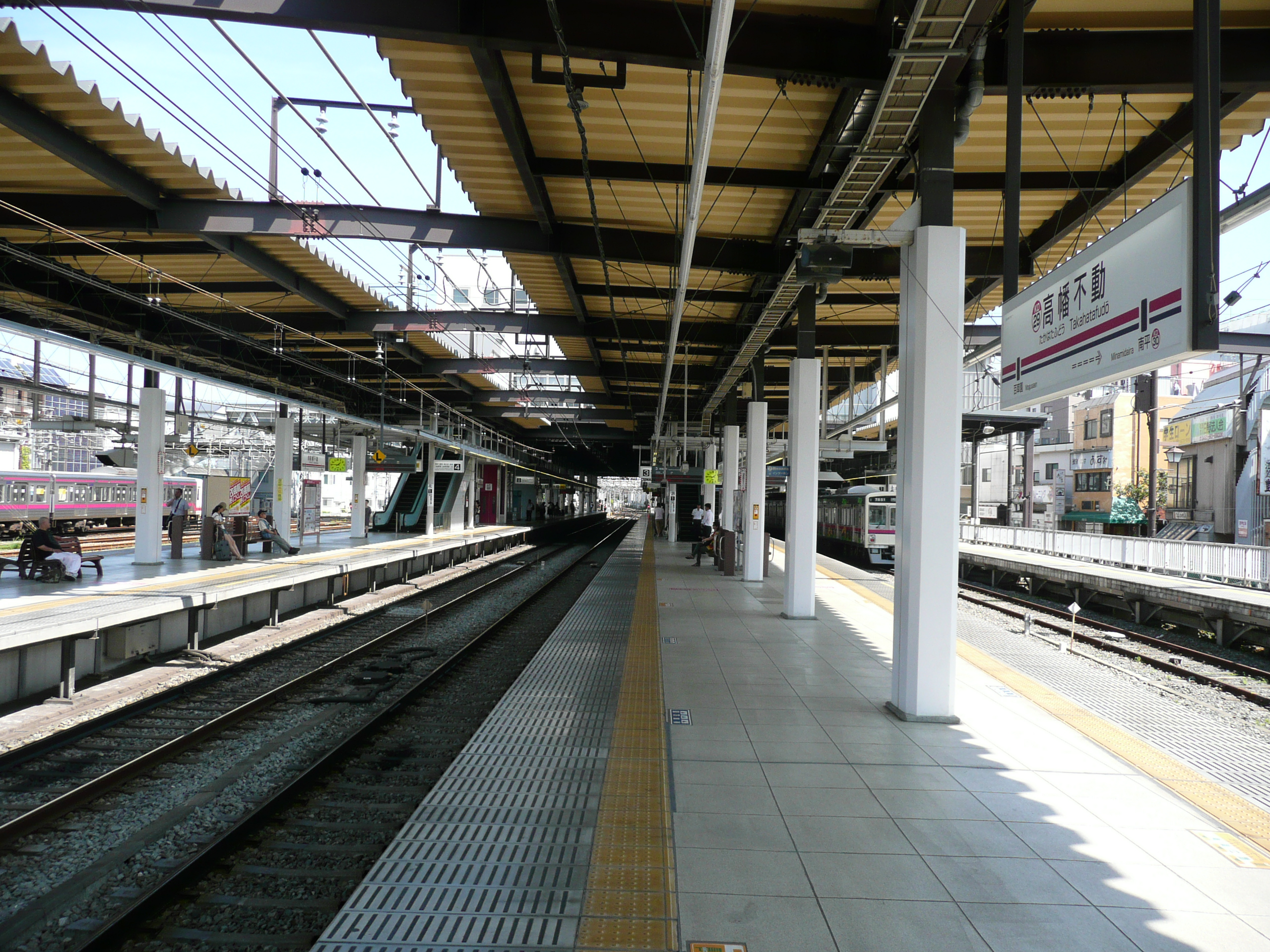
京王線ホーム（2013年8月）
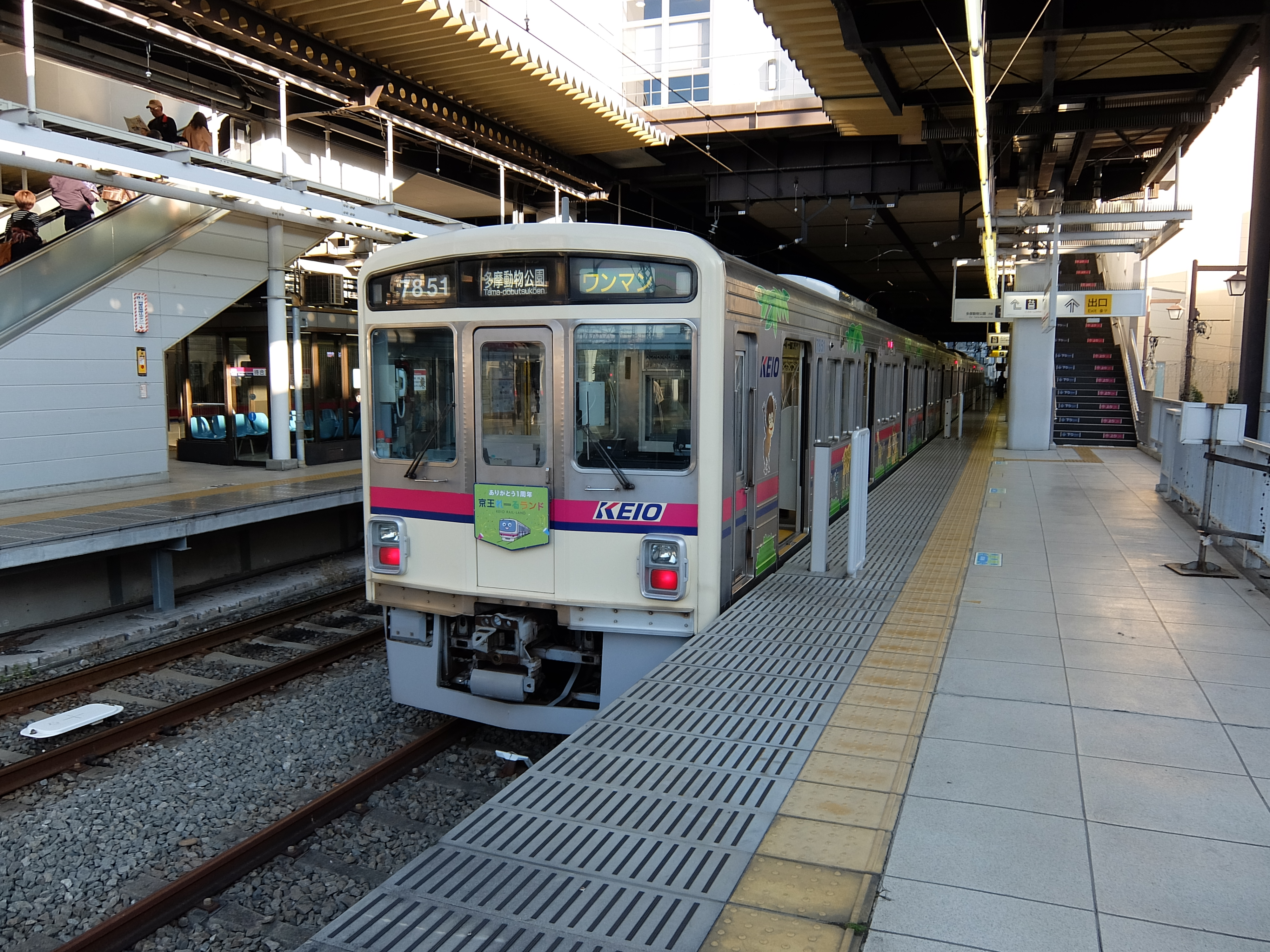
動物園線ホーム (2014年11月)
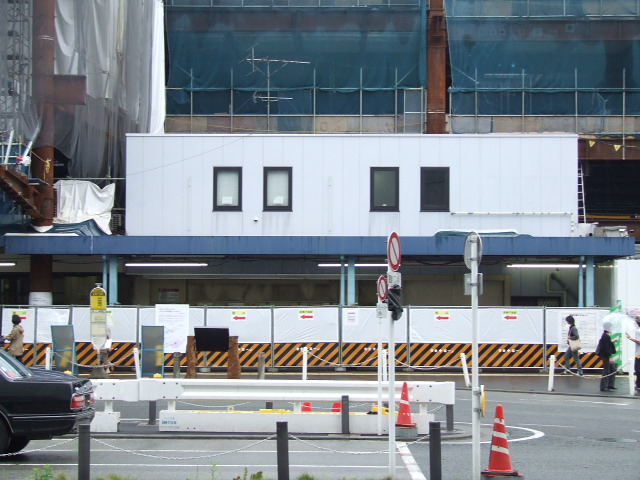
京王線高幡不動駅 旧駅舎（2006年6月11日）

### 多摩都市モノレール
相対式ホーム2面2線を有する高架駅。
ホームと改札口、改札階と各出口地上との間にはエレベーターとエスカレーターが設置されている。2階コンコース脇に南北自由通路を設けている。2階改札口からは京王高幡SC内の連絡通路を経て、京王電鉄の3階改札口へ同一平面で結ばれる。
高幡不動駅より多摩センター方には中央大学・明星大学駅や大塚・帝京大学駅があり、2番線ホームには学生を中心に乗客が集中する時間帯がある。また多摩モノレール線のホーム形態が各駅ともほぼ同一であることもあり、ラッシュ時には遅延や積み残しが発生することもある。
トイレは2階改札口内に設置されている。ユニバーサルデザインの一環としての「福祉用トイレ」もあるが、車椅子対応ではあるが乳幼児やオストメイトに対応した設備はない。
列車の折り返し設備を有するが、非常時以外には折り返し運転は行われていない。

#### のりば
| 番線 | 路線                 | 行先             |
| ---- | -------------------- | ---------------- |
| 1    | 多摩都市モノレール線 | 上北台方面       |
| 2    | 多摩都市モノレール線 | 多摩センター方面 |

- 駅入口（2013年4月）

## 利用状況
日野市南部から都心方面への通勤・通学客の利用が多い。高幡山金剛寺（高幡不動尊）への参詣客や、当駅で京王線から多摩都市モノレール沿線の帝京大学、中央大学、明星大学などへの通学生や京王バスへ乗り換える乗客もいる。
- 京王電鉄 - 2024年度の1日平均乗降人員は49,872人である[京王 1]。
乗換駅ではあるが、コロナ禍で大学生の利用が激減したこともあり、単独駅の府中駅や聖蹟桜ヶ丘駅より少ない。また、特急停車駅ではあるが、京王ライナー通過駅の千歳烏山駅や準特急・急行通過駅の仙川駅よりも少ない。
- 多摩都市モノレール - 2022年度の1日平均乗降人員は22,661人（乗車人員：11,304人、降車人員：11,357人）である[多摩 1]。
多摩都市モノレール全19駅の中では玉川上水駅に次いで第5位。

### 年度別1日平均乗降人員
各年度の1日平均乗降人員は下表の通り。
| 年度               | 京王帝都電鉄 / 京王電鉄 | 京王帝都電鉄 / 京王電鉄 | 多摩モノレール   | 多摩モノレール |
| 年度               | 1日平均 乗降人員        | 増加率                  | 1日平均 乗降人員 | 増加率         |
| ------------------ | ----------------------- | ----------------------- | ---------------- | -------------- |
| 1948年（昭和23年） | 2,500                   |                         | 未開業           | 未開業         |
| 1955年（昭和30年） | 2,891                   |                         | 未開業           | 未開業         |
| 1960年（昭和35年） | 5,319                   |                         | 未開業           | 未開業         |
| 1964年（昭和39年） | 6,589                   |                         | 未開業           | 未開業         |
| 1965年（昭和40年） | 6,804                   | 3.3%                    | 未開業           | 未開業         |
| 1970年（昭和45年） | 22,689                  |                         | 未開業           | 未開業         |
| 1975年（昭和50年） | 32,249                  |                         | 未開業           | 未開業         |
| 1980年（昭和55年） | 41,191                  |                         | 未開業           | 未開業         |
| 1985年（昭和60年） | 44,374                  |                         | 未開業           | 未開業         |
| 1990年（平成02年） | 50,283                  |                         | 未開業           | 未開業         |
| 1995年（平成07年） | 50,656                  |                         | 未開業           | 未開業         |
| 1999年（平成11年） |                         |                         | 12,633           |                |
| 2000年（平成12年） | 48,951                  |                         | 15,072           | 19.3%          |
| 2001年（平成13年） |                         |                         | 18,064           | 19.9%          |
| 2002年（平成14年） | 49,699                  |                         | 19,090           | 5.7%           |
| 2003年（平成15年） | 52,113                  | 4.9%                    | 20,687           | 8.4%           |
| 2004年（平成16年） | 52,983                  | 1.7%                    | 21,292           | 2.9%           |
| 2005年（平成17年） | 54,021                  | 2.0%                    | 21,775           | 2.3%           |
| 2006年（平成18年） | 55,798                  | 3.3%                    | 22,547           | 3.5%           |
| 2007年（平成19年） | 57,837                  | 3.7%                    | 24,099           | 6.9%           |
| 2008年（平成20年） | 59,157                  | 2.3%                    | 25,560           | 6.1%           |
| 2009年（平成21年） | 59,491                  | 0.6%                    | 26,036           | 1.9%           |
| 2010年（平成22年） | 59,539                  | 0.1%                    | 26,420           | 1.5%           |
| 2011年（平成23年） | 58,919                  | −1.0%                   | 25,792           | −2.4%          |
| 2012年（平成24年） | 58,988                  | 0.1%                    | 26,145           | 1.4%           |
| 2013年（平成25年） | 59,536                  | 0.9%                    | 26,657           | 2.0%           |
| 2014年（平成26年） | 58,203                  | −2.2%                   | 26,295           | −1.4%          |
| 2015年（平成27年） | 59,537                  | 2.3%                    | 27,160           | 3.3%           |
| 2016年（平成28年） | 60,069                  | 0.9%                    | 27,670           | 1.9%           |
| 2017年（平成29年） | 60,612                  | 0.9%                    | 27,606           | −0.2%          |
| 2018年（平成30年） | 60,235                  | −0.6%                   | 27,452           | −0.6%          |
| 2019年（令和元年） | 58,426                  | −3.0%                   | 26,148           | −5.0%          |
| 2020年（令和02年） | 37,938                  | −35.1%                  | 15,725           | −39.9%         |
| 2021年（令和03年） | 42,577                  | 12.1%                   | 18,458           |                |
| 2022年（令和04年） | 47,988                  | 12.7%                   | 22,661           |                |
| 2023年（令和05年） | 49,257                  | 2.6%                    |                  |                |
| 2024年（令和06年） | 49,872                  | 1.2%                    |                  |                |

### 年度別1日平均乗車人員（1920年代）
各年度の1日平均乗車人員推移は下記の通り。
| 年度               | 玉南電気鉄道 | 出典             |
| ------------------ | ------------ | ---------------- |
| 1924年（大正13年） | [ 備考 2 ]   |                  |
| 1926年（昭和元年） | 265          | [ 東京府統計 1 ] |

### 年度別1日平均乗車人員（1956年 - 2000年）
| 年度               | 京王帝都電鉄 / 京王電鉄 | 多摩都市 モノレール | 出典              |
| ------------------ | ----------------------- | ------------------- | ----------------- |
| 1956年（昭和31年） | 1,492                   | 未開業              | [ 東京都統計 1 ]  |
| 1957年（昭和32年） | 1,626                   | 未開業              | [ 東京都統計 2 ]  |
| 1958年（昭和33年） | 2,700                   | 未開業              | [ 東京都統計 3 ]  |
| 1959年（昭和34年） | 2,630                   | 未開業              | [ 東京都統計 4 ]  |
| 1960年（昭和35年） | 2,593                   | 未開業              | [ 東京都統計 5 ]  |
| 1961年（昭和36年） | 2,940                   | 未開業              | [ 東京都統計 6 ]  |
| 1962年（昭和37年） | 3,001                   | 未開業              | [ 東京都統計 7 ]  |
| 1963年（昭和38年） | 3,440                   | 未開業              | [ 東京都統計 8 ]  |
| 1964年（昭和39年） | 3,212                   | 未開業              | [ 東京都統計 9 ]  |
| 1965年（昭和40年） | 3,208                   | 未開業              | [ 東京都統計 10 ] |
| 1966年（昭和41年） | 4,036                   | 未開業              | [ 東京都統計 11 ] |
| 1967年（昭和42年） | 5,192                   | 未開業              | [ 東京都統計 12 ] |
| 1968年（昭和43年） | 5,876                   | 未開業              | [ 東京都統計 13 ] |
| 1969年（昭和44年） | 7,358                   | 未開業              | [ 東京都統計 14 ] |
| 1970年（昭和45年） | 11,414                  | 未開業              | [ 東京都統計 15 ] |
| 1971年（昭和46年） | 12,967                  | 未開業              | [ 東京都統計 16 ] |
| 1972年（昭和47年） | 13,838                  | 未開業              | [ 東京都統計 17 ] |
| 1973年（昭和48年） | 14,592                  | 未開業              | [ 東京都統計 18 ] |
| 1974年（昭和49年） | 15,392                  | 未開業              | [ 東京都統計 19 ] |
| 1975年（昭和50年） | 16,033                  | 未開業              | [ 東京都統計 20 ] |
| 1976年（昭和51年） | 16,890                  | 未開業              | [ 東京都統計 21 ] |
| 1977年（昭和52年） | 17,679                  | 未開業              | [ 東京都統計 22 ] |
| 1978年（昭和53年） | 18,956                  | 未開業              | [ 東京都統計 23 ] |
| 1979年（昭和54年） | 19,907                  | 未開業              | [ 東京都統計 24 ] |
| 1980年（昭和55年） | 20,397                  | 未開業              | [ 東京都統計 25 ] |
| 1981年（昭和56年） | 20,734                  | 未開業              | [ 東京都統計 26 ] |
| 1982年（昭和57年） | 21,019                  | 未開業              | [ 東京都統計 27 ] |
| 1983年（昭和58年） | 21,194                  | 未開業              | [ 東京都統計 28 ] |
| 1984年（昭和59年） | 21,499                  | 未開業              | [ 東京都統計 29 ] |
| 1985年（昭和60年） | 22,148                  | 未開業              | [ 東京都統計 30 ] |
| 1986年（昭和61年） | 23,329                  | 未開業              | [ 東京都統計 31 ] |
| 1987年（昭和62年） | 24,344                  | 未開業              | [ 東京都統計 32 ] |
| 1988年（昭和63年） | 24,556                  | 未開業              | [ 東京都統計 33 ] |
| 1989年（平成元年） | 24,477                  | 未開業              | [ 東京都統計 34 ] |
| 1990年（平成02年） | 24,838                  | 未開業              | [ 東京都統計 35 ] |
| 1991年（平成03年） | 25,164                  | 未開業              | [ 東京都統計 36 ] |
| 1992年（平成04年） | 25,249                  | 未開業              | [ 東京都統計 37 ] |
| 1993年（平成05年） | 25,019                  | 未開業              | [ 東京都統計 38 ] |
| 1994年（平成06年） | 25,041                  | 未開業              | [ 東京都統計 39 ] |
| 1995年（平成07年） | 25,044                  | 未開業              | [ 東京都統計 40 ] |
| 1996年（平成08年） | 24,942                  | 未開業              | [ 東京都統計 41 ] |
| 1997年（平成09年） | 24,252                  | 未開業              | [ 東京都統計 42 ] |
| 1998年（平成10年） | 24,564                  | 未開業              | [ 東京都統計 43 ] |
| 1999年（平成11年） | 24,049                  | 6,298               | [ 東京都統計 44 ] |
| 2000年（平成12年） | 24,537                  | 7,558               | [ 東京都統計 45 ] |

### 年度別1日平均乗車人員（2001年以降）
| 年度               | 京王電鉄 | 多摩都市 モノレール | 出典              |
| ------------------ | -------- | ------------------- | ----------------- |
| 2001年（平成13年） | 25,000   | 9,048               | [ 東京都統計 46 ] |
| 2002年（平成14年） | 25,104   | 9,508               | [ 東京都統計 47 ] |
| 2003年（平成15年） | 26,104   | 10,295              | [ 東京都統計 48 ] |
| 2004年（平成16年） | 26,603   | 10,556              | [ 東京都統計 49 ] |
| 2005年（平成17年） | 27,036   | 10,805              | [ 東京都統計 50 ] |
| 2006年（平成18年） | 27,830   | 11,195              | [ 東京都統計 51 ] |
| 2007年（平成19年） | 28,740   | 11,934              | [ 東京都統計 52 ] |
| 2008年（平成20年） | 29,384   | 12,666              | [ 東京都統計 53 ] |
| 2009年（平成21年） | 29,559   | 12,921              | [ 東京都統計 54 ] |
| 2010年（平成22年） | 29,575   | 13,115              | [ 東京都統計 55 ] |
| 2011年（平成23年） | 29,232   | 12,803              | [ 東京都統計 56 ] |
| 2012年（平成24年） | 29,304   | 12,986              | [ 東京都統計 57 ] |
| 2013年（平成25年） | 29,551   | 13,260              | [ 東京都統計 58 ] |
| 2014年（平成26年） | 28,863   | 13,088              | [ 東京都統計 59 ] |
| 2015年（平成27年） | 29,451   | 13,552              | [ 東京都統計 60 ] |
| 2016年（平成28年） | 29,773   | 13,797              | [ 東京都統計 61 ] |
| 2017年（平成29年） | 30,033   | 13,773              | [ 東京都統計 62 ] |
| 2018年（平成30年） | 29,825   | 13,693              | [ 東京都統計 63 ] |
| 2019年（令和元年） | 28,883   | 13,039              | [ 東京都統計 64 ] |
| 2020年（令和02年） | 18,797   | 7,839               | [ 東京都統計 65 ] |
| 2021年（令和03年） | 21,282   | 9,203               | [ 東京都統計 66 ] |

備考
1. 1 2  2000年1月10日、多摩モノレール開業。
2. ↑  1925年3月24日、開業。

## 駅周辺

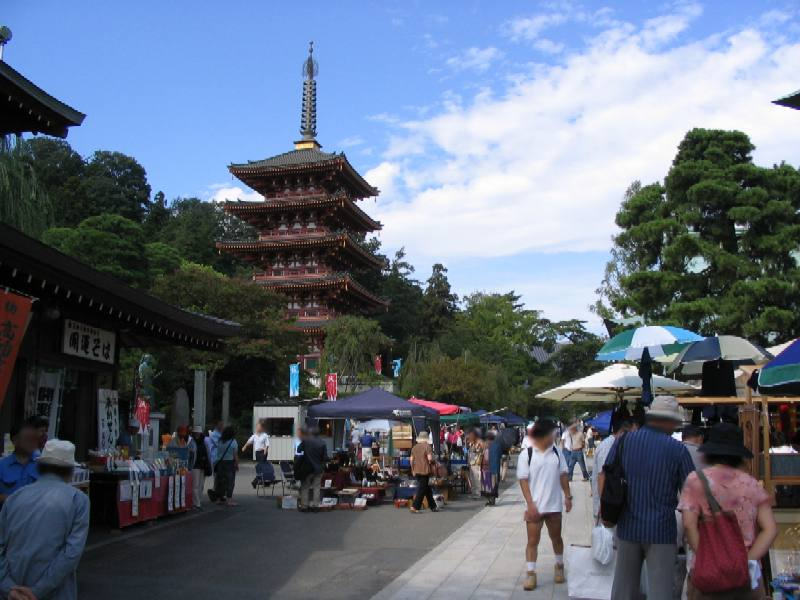
高幡山金剛寺（高幡不動尊） - 駅名の由来にもなっている関東三大不動の一つに上げられる古刹。新選組副長土方歳三の菩提寺である関係から新選組関係の史料も多い。また、京王電鉄の前身の一つである玉南電気鉄道建設の経緯や協力した人々の名前が刻まれた「玉南電気鉄道記念碑」がある。
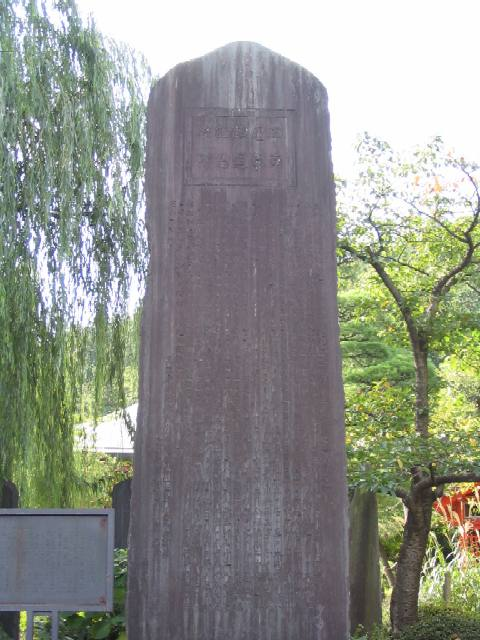
玉南鉄道記念碑

- 日野市役所七生支所
- 日野市立高幡図書館
- 東京消防庁日野消防署高幡出張所
- 日野高幡郵便局
- 三井住友銀行 高幡不動支店
- 多摩信用金庫 高幡不動支店
- さわやか信用金庫 高幡不動支店
- 東京南農業協同組合 本店・七生支店
- 富士旅館
- シティホテル高幡
- 京王ストア高幡店

- 高幡不動尊
- 玉南鉄道記念碑

## バス路線
京王電鉄バスと京王バスによる路線バスと日野市ミニバスが運行されている。なお、京王グループ2社の路線詳細は京王電鉄バス桜ヶ丘営業所を参照。
また、南観光交通による乗合タクシーとして「丘陵地ワゴンタクシーかわせみGO」が運行されている。

### バスのりば
| 乗場           | 系統                  | 主要経由地                                                               | 行先           | 運行事業者              | 備考                   |
| -------------- | --------------------- | ------------------------------------------------------------------------ | -------------- | ----------------------- | ---------------------- |
| 0番            | 高21                  |                                                                          | 百草団地       | ■京王電鉄バス ■京王バス | 22時以降               |
| 0番            | 高25                  | 百草団地                                                                 | 三沢台下       | ■京王電鉄バス ■京王バス | 22時以降               |
| 1番            | 高30(K)               | 【日野市ミニバス川辺堀之内路線】                                         | 豊田駅南口     | ■京王電鉄バス           |                        |
| 2番            | 高20(W)               | 【日野市ミニバス三沢台路線】                                             | 聖蹟桜ヶ丘駅   | ■京王電鉄バス           |                        |
| 2番            | 高20(W)               | 【日野市ミニバス三沢台路線】                                             | 百草園住宅中央 | ■京王電鉄バス           | 夜間のみ。             |
| 2番            | 高11                  |                                                                          | 多摩動物公園駅 | ■京王電鉄バス           | 土曜朝1本のみ。        |
| 2番            | 高31                  |                                                                          | 桜ヶ丘車庫     | ■京王電鉄バス           | 朝1本のみ。            |
| 2番            | 立65                  | 日野駅・日野橋南詰                                                       | 立川駅北口     | ■京王バス               | 土曜朝1本のみ。        |
| 2番            | 高52(O)               | 【日野市ミニバス落川路線】 百草園駅北・金田公園                          | 聖蹟桜ヶ丘駅   | ■京王バス               |                        |
| 3番            | 高51(S)               | 【日野市ミニバス市内路線】 万願寺駅・日野駅・日野市役所                  | 豊田駅北口     | ■京王バス               |                        |
| 3番            | 高06(D)               | 【日野市ミニバス南平路線】 鹿島台・北野街道口・ 日野市役所・日野市立病院 | 豊田駅北口     | ■京王電鉄バス           |                        |
| 3番            | 高06(D)               | 【日野市ミニバス南平路線（循環）】 鹿島台・北野街道口                    | 高幡不動駅     | ■京王電鉄バス           |                        |
| 3番            | 高06(D)               | 【日野市ミニバス南平路線】 鹿島台                                        | 北野街道口     | ■京王電鉄バス           | 最終便のみ             |
| 4番            | 日01                  | 日野本町                                                                 | 日野駅         | ■京王バス               | 朝のみ。               |
| 4番            | 日03                  | 日野市役所東                                                             | 日野駅         | ■京王バス               | 早朝と夕方以降のみ。   |
| 4番            | 日02                  | 日野市役所                                                               | 日野駅         | ■京王電鉄バス ■京王バス | 市役所開庁時間のみ。   |
| 5番            | 高21                  |                                                                          | 百草団地       | ■京王電鉄バス ■京王バス | 21時台まで             |
| 5番            | 高22                  | 高幡台団地・百草団地                                                     | 聖蹟桜ヶ丘駅   | ■京王電鉄バス ■京王バス | 夜間と休日の朝を除く。 |
| 5番            | 高23                  | 高幡台団地・百草団地入口                                                 | 帝京大学構内   | ■京王電鉄バス ■京王バス | 日中のみ。             |
| 5番            | 直行                  |                                                                          | 帝京大学構内   | ■京王バス               | 開校期間のみ。         |
| 5番            | 直行                  |                                                                          | 帝京大学小学校 | ■京王バス               | 開校期間のみ。         |
| 5番            | 高25                  | 百草団地                                                                 | 三沢台下       | ■京王電鉄バス ■京王バス | 21時台まで             |
| 5番            | 高27                  | 百草団地入口                                                             | 聖蹟桜ヶ丘駅   | ■京王電鉄バス ■京王バス |                        |
| モノレール北   | 高32                  | 万願寺駅・日野市役所入口                                                 | 日野駅         | ■京王電鉄バス           | 土曜1本のみ            |
| モノレール高幡 | かわせみGO 明星ルート |                                                                          | 明星大学       | ■南観光交通             | 平日のみ、本数少。     |
| モノレール高幡 | かわせみGO 明星ルート | 日野市役所                                                               | 市立病院       | ■南観光交通             | 平日のみ、本数少。     |

- この他、高21は高幡不動駅方向に限り、路上のモノレール駅入口（降車専用）停留所に途中停車する（終日）

## 隣の駅
京王電鉄
 京王線
- □「京王ライナー」（上りは乗車のみ）、□「Mt.TAKAO号」(上りのみ乗車可）停車駅

■特急・■急行
聖蹟桜ヶ丘駅 (KO27) - 高幡不動駅 (KO29) - 北野駅 (KO33)
■区間急行（上りのみ運転）・■快速（下りのみ運転）・■各駅停車
百草園駅 (KO28) - 高幡不動駅 (KO29) - 南平駅 (KO30)
 動物園線
高幡不動駅 (KO29) - 多摩動物公園駅 (KO47)
- イベントなどの開催時には、通常の隣の停車駅との間にある以下の駅に停車することがある。
  - 百草園での「梅まつり」・「紅葉まつり」開催時に、一部の特急が隣の百草園駅に停車する。

多摩都市モノレール
 多摩都市モノレール線
万願寺駅 (TT08) - 高幡不動駅 (TT07) - 程久保駅 (TT06)

#### 利用状況に関する資料
京王電鉄の1日平均利用客数
1. 1 2 3  京王電鉄株式会社. “駅別 一日平均乗降人員”. 2025年6月25日時点のオリジナルよりアーカイブ。2025年6月25日閲覧。
2. ↑  京王電鉄株式会社. “1日の駅別乗降人員”. 2022年6月26日時点のオリジナルよりアーカイブ。2023年7月5日閲覧。
3. ↑  京王電鉄株式会社. “1日の駅別乗降人員”. 2023年6月10日時点のオリジナルよりアーカイブ。2023年7月5日閲覧。
4. ↑  京王電鉄株式会社. “駅別乗降人数” (pdf). 2024年6月27日時点のオリジナルよりアーカイブ。2024年6月27日閲覧。

多摩モノレールの1日平均利用客数
1. 1 2 3 4  多摩モノレール株式会社. “駅別乗降人員（一日平均）” (pdf). 2023年7月5日時点のオリジナルよりアーカイブ。2023年7月5日閲覧。

私鉄の統計データ
1. ↑  レポート - 関東交通広告協議会
2. 1 2  とうけい日野 - 日野市

東京府統計書
1. ↑  昭和元年

東京都統計年鑑
1. ↑  昭和31年 (PDF)  - 18ページ
2. ↑  昭和32年 (PDF)  - 18ページ
3. ↑  昭和33年 (PDF)  - 18ページ
4. ↑  昭和34年
5. ↑  昭和35年
6. ↑  昭和36年
7. ↑  昭和37年
8. ↑  昭和38年
9. ↑  昭和39年
10. ↑  昭和40年
11. ↑  昭和41年
12. ↑  昭和42年
13. ↑  昭和43年
14. ↑  昭和44年
15. ↑  昭和45年
16. ↑  昭和46年
17. ↑  昭和47年
18. ↑  昭和48年
19. ↑  昭和49年
20. ↑  昭和50年
21. ↑  昭和51年
22. ↑  昭和52年
23. ↑  昭和53年
24. ↑  昭和54年
25. ↑  昭和55年
26. ↑  昭和56年
27. ↑  昭和57年
28. ↑  昭和58年
29. ↑  昭和59年
30. ↑  昭和60年
31. ↑  昭和61年
32. ↑  昭和62年
33. ↑  昭和63年
34. ↑  平成元年
35. ↑  平成2年
36. ↑  平成3年
37. ↑  平成4年
38. ↑  平成5年
39. ↑  平成6年
40. ↑  平成7年
41. ↑  平成8年
42. ↑  平成9年
43. ↑  平成10年 (PDF)
44. ↑  平成11年 (PDF)
45. ↑  平成12年
46. ↑  平成13年
47. ↑  平成14年
48. ↑  平成15年
49. ↑  平成16年
50. ↑  平成17年
51. ↑  平成18年
52. ↑  平成19年
53. ↑  平成20年
54. ↑  平成21年
55. ↑  平成22年
56. ↑  平成23年
57. ↑  平成24年
58. ↑  平成25年
59. ↑  平成26年
60. ↑  平成27年
61. ↑  平成28年
62. ↑  平成29年
63. ↑  平成30年
64. ↑  平成31年・令和元年
65. ↑  令和2年
66. ↑  令和3年